# Monofosfato de timidina
O monofosfato de timidina (TMP), também conhecido como ácido timidílico (timidilato de base conjugada), monofosfato de desoxitimidina (dTMP) ou ácido desoxitimidílico (desoxitimidilato de base conjugada), é um nucleotídeo usado como monômero no DNA. É um éster do ácido fosfórico com o nucleosídeo timidina. O dTMP consiste em um grupo fosfato, a desoxirribose pentose-açúcar e a nucleobase timina. Ao contrário dos outros desoxirribonucleotídeos, o monofosfato de timidina geralmente não contém o prefixo "desoxi" em seu nome; no entanto, seu símbolo geralmente inclui um "d" ("dTMP"). O Dorland’s Illustrated Medical Dictionary fornece uma explicação da variação da nomenclatura na entrada de timidina.
Como substituinte, é chamado pelo prefixo timidilil-.